# Kaggalakatte, Hosadurga
Kaggalakatte là một làng thuộc tehsil Hosadurga, huyện Chitradurga, bang Karnataka, Ấn Độ.